# L'Étrangleur de Boston (film, 2023)
Ne doit pas être confondu avec L'Étrangleur de Boston (film, 1968).
Pour plus de détails, voir Fiche technique et Distribution.
L'Étrangleur de Boston (Boston Strangler) est un film américano-britannique réalisé par Matt Ruskin et sorti en 2023. Il revient sur l'affaire de l'étrangleur de Boston notamment sur la journaliste Loretta McLaughlin qui a révélé l'affaire.

## Synopsis
En 1965, à Ann Arbor dans le Michigan, l'inspecteur DeLine (Rory Cochrane) est appelé dans une résidence pour des bruits suspects dans un appartement. Il y trouve le corps d'une femme morte dénudée et étranglée.
Trois ans plus tôt à Boston, Loretta McLaughlin (Keira Knightley) est journaliste au Record American (en). Cantonnée à la rubrique « arts de vivre », elle peine à décrocher un scoop en raison de son sexe et de son jeune âge. Malgré cela, elle convint son chef Jack MacLaine (Chris Cooper) de la laisser enquêter sur les meurtres atroces de plusieurs femmes, étranglées à Boston et ses environs. Elle découvre que chaque meurtre présente de nombreuses similitudes.
La parution du premier article de Loretta cause la panique en ville et faire grincer les dents de la police de Boston. MacLaine lui demande d'abandonner cette enquête. Malgré cela, Loretta tente de percer le mystère de ce tueur en série présumé, quitte à négliger sa vie de famille. Elle fait équipe avec sa collègue Jean Cole (Carrie Coon). Elles ne baissent pas les bras, malgré le sexisme ambiant qui règne dans les années 1960. Elles vont jusqu'à se mettre personnellement en danger.

## Fiche technique
Sauf indication contraire, les informations mentionnées dans cette section peuvent être confirmées par la base de données cinématographiques IMDb,  présente dans la section « Liens externes ».
- Titre original : Boston Strangler
- Titre français : L'Étrangleur de Boston
- Réalisation et scénario : Matt Ruskin
- Musique : Paul Leonard-Morgan
- Décors : John P. Goldsmith
- Costumes : Arjun Bhasin
- Photographie : Ben Kutchins
- Montage : Anne McCabe
- Production : Tom Ackerley, Josey McNamara, Ridley Scott et Kevin Walsh
  - Production déléguée : Michael Fottrell
  - Coproductrion : Janelle Canastra
- Sociétés de production : 20th Century Studios, Scott Free Productions, LuckyChap Entertainment et Langley Park Productions
- Sociétés de distribution : Disney+ (France), Hulu (États-Unis)
- Budget : n/a
- Pays de production :  États-Unis,  Royaume-Uni
- Langue originale : anglais
- Format : couleur
- Genre : drame, thriller
- Dates de sortie[2] : 
  - États-Unis : 17 mars 2023 (sur Hulu)
  - France : 17 mars 2023 (sur Disney+)
- Classification[3] :
  - États-Unis : R

## Distribution
- Keira Knightley (VF : Sybille Tureau) : Loretta McLaughlin (en), journaliste au Record American (en)
- Carrie Coon (VF : Audrey Sourdive) : Jean Cole (en)
- Alessandro Nivola (VF : Arnaud Bedouët) : Détective Conley
- Chris Cooper (VF : Michel Vigné) : Jack MacLaine, rédacteur en chef du Record American
- David Dastmalchian (VF : Sébastien Desjours) : Albert DeSalvo
- Rory Cochrane : Détective Deline
- Robert John Burke (VF : Guillaume Orsat) : Eddie Holland
- Morgan Spector (VF : Joël Zaffarano) : James
- Bill Camp (VF : Paul Borne) : Divisionnaire Edmund McNamara (en)
- Luke Kirby : F. Lee Bailey
- James Ciccone (en) (VF : Pascal Casanova) : Détective Linski
- Greg Vrotsos (VF : Boris Rehlinger) : George Nassar (en)
- Steve Routman (VF : Vincent Violette) : John Bottomly
- Pamela Jayne Morgan (VF : Nathalie Duverne) : Anne Samans
- John Lee Ames (VF : Laurent Morteau) : Harrison
- Lydia Harrell (VF : Corinne Wellong) : Mme Thompson

## Production

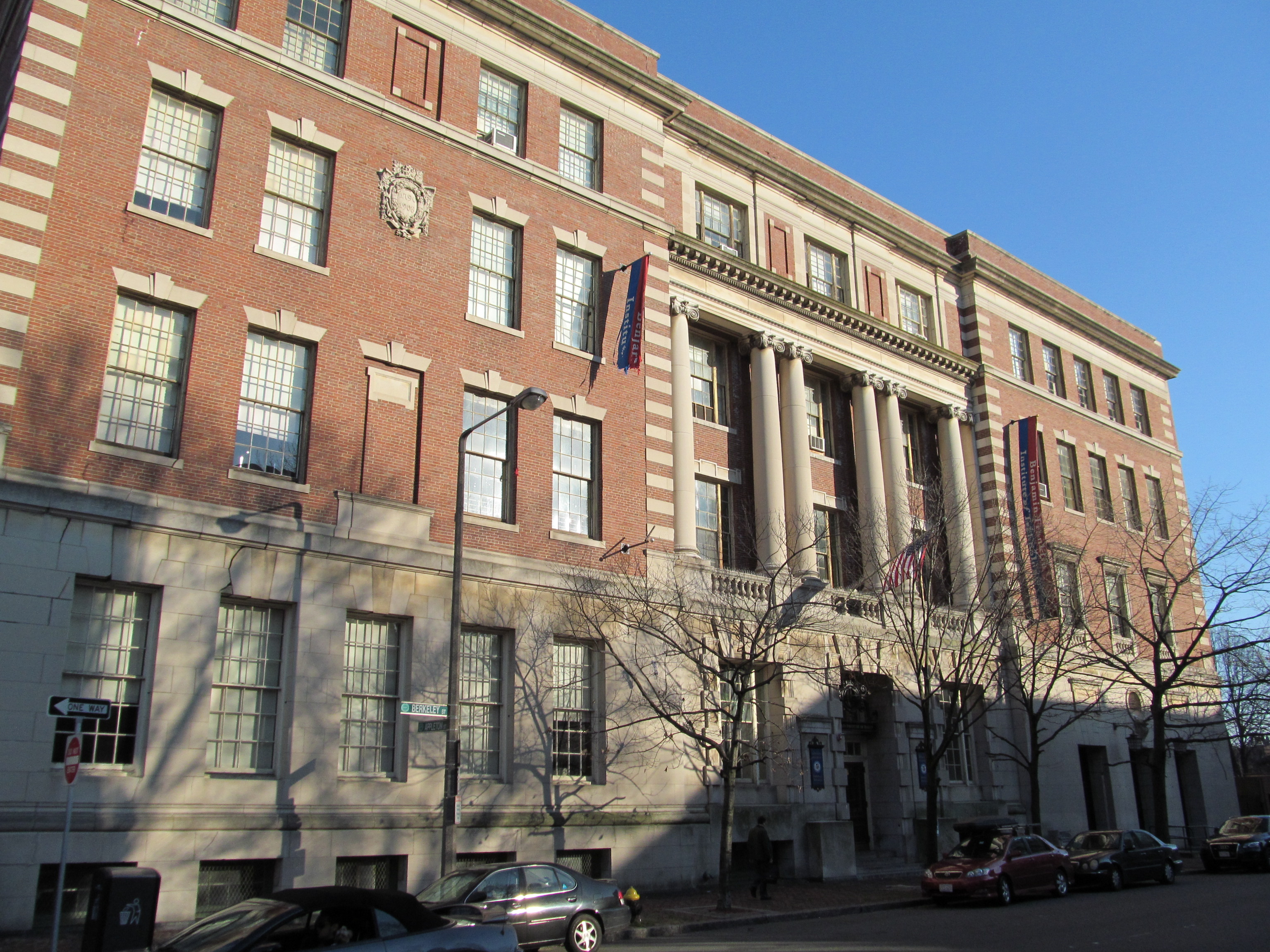
Façade du Benjamin Franklin Institute of Technology de Boston qui sert de décor au film

Le projet est annoncé en 2021 comme une production entre Scott Free Productions, LuckyChap Entertainment (en) et 20th Century Studios. Le film est écrit et réalisé par Matt Ruskin et produit par Ridley Scott, Kevin J. Walsh (en), Michael Pruss, Tom Ackerley (en) et Josey McNamara. En octobre 2021, l'actrice Keira Knightley rejoint la distribution. Le mois suivant, Carrie Coon, Alessandro Nivola, Chris Cooper et David Dastmalchian sont également annoncés,. Robert John Burke et Morgan Spector rejoignent le projet courant 2022,.

### Tournage
Le tournage débute le 6 décembre 2021. Une maison de Belmont dans le Massachusetts est utilisée comme décor pour la maison de Loretta McLaughlin,,. Une école locale est également transformée en Cambridge Police Department pour des plans tournés par la seconde équipe,,. Les prises de vues ont ensuite lieu dans le quartier de South End à Boston.
En décembre 2021, le collège privé Benjamin Franklin Institute of Technology (en) est transformé en quartier général de la police pour les besoins du film,. En janvier 2022, une ancienne école de Braintree est également utilisée. Des scènes sont également tournées dans d'autres quartiers de Boston (Jamaica Plain, Roxbury), ainsi que dans d'autres villes du Massachusetts : Lowell, Lynn, Malden, et Wellesley,. Le tournage s'achève en mars 2022.